# Baby Don't Cry (canción de INXS)
«Baby Don't Cry» es el trigésimo segundo disco sencillo del grupo australiano de rock INXS, el segundo desprendido de su octavo álbum de estudio Welcome to Wherever You Are, y fue publicado el 18 de septiembre de 1992. La canción fue escrita por Andrew Farriss quien comentó que la escribió pensando en su hija Grace a quien echaba mucho de menos cuando salía de gira. Este sencillo no se publicó en Norteamérica.
El tema cuenta con la colaboración de la Australian Concert Orchestra con 60 músicos, y alcanzó el puesto 20 en el Reino Unido, el puesto 30 en Australia y Bélgica, el puesto 34 en Nueva Zelanda, y el número 46 en Países Bajos. En 1993, el ingeniero de la canción, Niven Garland, fue nominado como ingeniero del año en los premios ARIA Music Award por su trabajo en "Baby Don't Cry", "Heaven Sent", y "Taste It".

## Formatos
Formatos del sencillo.
En disco de vinilo de 7"
7 pulgadas. 1992 Mercury Records 864 364-7  / 
| Lado A |                  |                |          |  |
| N.º    | Título           | Escritor(es)   | Duración |  |
| 1.     | «Baby Don't Cry» | Andrew Farriss | 4:46     |  |

| Lado B |             |                |          |  |
| N.º    | Título      | Escritor(es)   | Duración |  |
| 1.     | «Questions» | Andrew Farriss | 4:51     |  |

En disco de vinilo de 12"
12 pulgadas. 1992 Mercury Records 864 367-1 . 1992 Mercury Records INXSP 20 
| Lado A |                  |                |          |  |
| N.º    | Título           | Escritor(es)   | Duración |  |
| 1.     | «Baby Don't Cry» | Andrew Farriss | 4:46     |  |
| 2.     | «Questions»      | Andrew Farriss | 4:51     |  |

| Lado B |                                           |                |          |  |
| N.º    | Título                                    | Escritor(es)   | Duración |  |
| 1.     | «Ptar Speaks»                             | Kirk Pengilly  | 4:09     |  |
| 2.     | «Baby Don't Cry» (Vocal & Orchestral Mix) | Andrew Farriss | 4:13     |  |

En Casete
| Casete. 1992 Mercury Records INXMC 20 |                  |                |          |  |
| N.º                                   | Título           | Escritor(es)   | Duración |  |
| 1.                                    | «Baby Don't Cry» | Andrew Farriss | 4:46     |  |
| 2.                                    | «Questions»      | Andrew Farriss | 4:51     |  |

Casete. 1992 East West Records 450990592-4 
| Lado A |                  |                |          |  |
| N.º    | Título           | Escritor(es)   | Duración |  |
| 1.     | «Baby Don't Cry» | Andrew Farriss | 4:46     |  |
| 2.     | «Questions»      | Andrew Farriss | 4:51     |  |

| Lado B |                                           |                |          |  |
| N.º    | Título                                    | Escritor(es)   | Duración |  |
| 1.     | «Ptar Speaks»                             | Kirk Pengilly  | 4:09     |  |
| 2.     | «Baby Don't Cry» (Vocal & Orchestral Mix) | Andrew Farriss | 4:13     |  |

En CD
| CD 1992 Mercury Records 864 364-2 |                  |                |          |  |
| N.º                               | Título           | Escritor(es)   | Duración |  |
| 1.                                | «Baby Don't Cry» | Andrew Farriss | 4:46     |  |
| 2.                                | «It Ain't Easy»  | Andrew Farriss | 3:13     |  |

| CD 1992 Mercury Records 866 953-2 / . 1992 East West Records 4509-90592-2 |                                           |                |          |  |
| N.º                                                                       | Título                                    | Escritor(es)   | Duración |  |
| 1.                                                                        | «Baby Don't Cry»                          | Andrew Farriss | 4:46     |  |
| 2.                                                                        | «Questions»                               | Andrew Farriss | 4:51     |  |
| 3.                                                                        | «Ptar Speaks»                             | Kirk Pengilly  | 4:09     |  |
| 4.                                                                        | «Baby Don't Cry» (Vocal & Orchestral Mix) | Andrew Farriss | 4:13     |  |